# Panzbachtal westlich Bergen
Das Naturschutzgebiet Panzbachtal westlich Bergen liegt im Landkreis Merzig-Wadern im Saarland.

## Lage
Das Naturschutzgebiet befindet sich im Ortsteil Britten der Gemeinde Losheim am See. Es erstreckt sich westlich von Bergen und nördlich des Landguts Girtenmühle etwa 1,3 km in westlicher Richtung bis zur Bundesstraße 268. Im Norden reicht es bis an die Landesgrenze zu Rheinland-Pfalz. Das Gebiet wird durchflossen vom Panzbach und dessen Zufluss Puhlwiesbach.

## Bedeutung
Das 98 ha große Gebiet, das im Jahr 2011 unter Naturschutz gestellt wurde, ersetzt das ehemalige Naturschutzgebiet „Panzbachtal“, das es vollständig einschließt und um 29 ha vergrößert. Schutzzweck des Naturschutzgebiets Panzbachtal westlich Bergen ist die Erhaltung, Entwicklung und Wiederherstellung der im Panzbachtal vorhandenen Auenwälder und Borstgrasrasen sowie der Mageren Flachland-Mähwiesen, Übergangs- und Schwingrasenmoore und des Hainsimsen-Buchenwalds.
Damit sollen vor allem die Lebensräume der dort ansässigen Tierarten wie Großer Feuerfalter, Bachneunauge, Groppe und Neuntöter geschützt werden.